# Spermophora palau
Spermophora palau is een spinnensoort uit de familie trilspinnen (Pholcidae). De soort komt voor op de Carolinen op Babeldaob, Palau.